# Digital Extremes
Digital Extremes – kanadyjski producent gier komputerowych z siedzibą w London. Studio zostało założone w 1993 roku przez Jamesa Schmalza. Znane jest między innymi z udziału w projektowaniu serii gier Unreal. 
Studio współpracuje z takimi firmami i instytucjami jak: Microsoft, Sony, Nvidia, Nintendo, Illuminate Labs, Atlassian, Ontario Media Development Corporation, Canadian Federation for Independent Business, International Game Development Association, Interactive Ontario, Tech Alliance, Atari, Electronic Arts, D3 Publisher oraz 2K Games. 

## Gry wyprodukowane przez studio
- Epic Pinball – PC (1993)
- Silverball – PC (1993)
- Extreme Pinball – PC (1995)
- Unreal – PC (1998)
- Unreal Tournament – PC (1999), PlayStation 2/Dreamcast (2000)
- Unreal Championship – Xbox (2002)
- Adventure Pinball: Forgotten Island – PC (2001)
- Unreal Tournament 2003 – PC (2002)
- Unreal Tournament 2004 – PC (2004)
- Pariah – PC/Xbox (2005)
- Warpath – PC/Xbox (2006)
- Dark Sector – PlayStation 3/Xbox 360 (2008), PC (2009)
- BioShock – PlayStation 3 (2008)
- BioShock 2 - PC/PlayStation 3/Xbox 360 (tryb gry wieloosobowej, 2010)
- Homefront – PC (2011)
- The Darkness 2 – PC/PlayStation 3/Xbox 360 (2012)[1]
- Warframe - PC/PlayStation 4/Xbox One

## Silniki gier wyprodukowane przez studio
- Evolution - PC/PlayStation 3/Xbox 360 (2008)[2]